# 鈴木万亀子
鈴木 万亀子（すずき まきこ、1932年4月7日 - )は小笠原流礼法常任理事・総師範。
映画「たそがれ清兵衛」「武士の一分」などの本格時代劇の所作指導を行い、NPO法人「マナーキッズプロジェクト」の理事もつとめる。